# Белое (озеро, Славковская волость Порховского района)
Белое или Жгилёво — озеро на юге Славковской волости Порховского района Псковской области. Расположено на Судомской возвышенности.
Площадь — 1,1 км² (108,9 га, с 2 островами (1,1 га) — 110,0 га). Максимальная глубина — 9,5 м, средняя глубина — 5,0 м. Площадь водосборного бассейна — 7,4 км².
На северном берегу озера находится деревня Жгилёво, на северо-восточном прибрежье — деревня Мошки.
Проточное. Относится к бассейну реки Лиственка (притоку Черёхи, которая в свою очередь впадает в Великую).
Тип озера лещово-уклейный. Массовые виды рыб: лещ, щука, плотва, окунь, уклея, ерш, карась, линь, красноперка, налим, пескарь, вьюн, щиповка, бычок-подкаменщик, был снеток; широкопалый рак (среднепродуктивное).
Для озера характерны: отлогие и крутые берега, с заболоченными участками, луга, поля; в профундали — ил, заиленный песок, в литорали — песок с камнями, заиленный песок, есть песчано-каменистые нальи; отмечены донные ключи.